# Gruppo del Sella
Il Gruppo del Sella (in tedesco Sellagruppe) è un gruppo montuoso delle Dolomiti, posizionato tra le valli di Gardena e Badia (Provincia autonoma di Bolzano), Fassa (Provincia autonoma di Trento) e Livinallongo (Provincia di Belluno), e caratterizzato da un altopiano che si trova sulla sua sommità, dal quale emerge il suo punto più alto (Piz Boè, 3.152 m s.l.m.)

## Descrizione
Importante meta turistica sia in estate per gli escursionisti, che in inverno per gli sciatori, che hanno la possibilità di effettuare il giro del massiccio chiamato Sellaronda, possibile sia in senso orario che antiorario, è frequentemente indicato come uno dei punti più panoramici delle Dolomiti.

### Geologia
Alcuni lo definiscono un castello di roccia dalle forme spettacolari che cambia aspetto ad ogni suo versante, altri dicono che sia un'isola grande e maestosa che mira al cielo, un punto di approdo per molte persone.
In effetti le pareti che si affacciano sulle valli circostanti hanno l'aspetto di un poderoso castello, mentre sui passi si osservano depositi arenaceo-vulcanici morbidi e collinosi.
Tra 236 e 231 milioni di anni fa, nello stadio Ladinico del Triassico medio, la zona oggi occupata dal massiccio del Sella era solo parzialmente emersa, un piccolo atollo. Attorno si vedevano altri atolli (Pale di San Martino, Catinaccio e altri) mentre due vulcani (attuali conca di Predazzo e gruppo dei Monzoni) eruttavano lava e tufo. Questo era un paesaggio tropicale alquanto agitato. Il successivo periodo Carnico è stato inizialmente caratterizzato dall'erosione e dallo smantellamento dei vulcani che circondavano il Sella. Successivamente tornò l'antico mare tropicale e dell'argilla cominciò a depositarsi sui fianchi degli atolli. Proprio queste formazioni spesso mescolate con i prodotti vulcanici che cadevano ancora in mare conferirono l'aspetto arrotondato odierno al Sella.

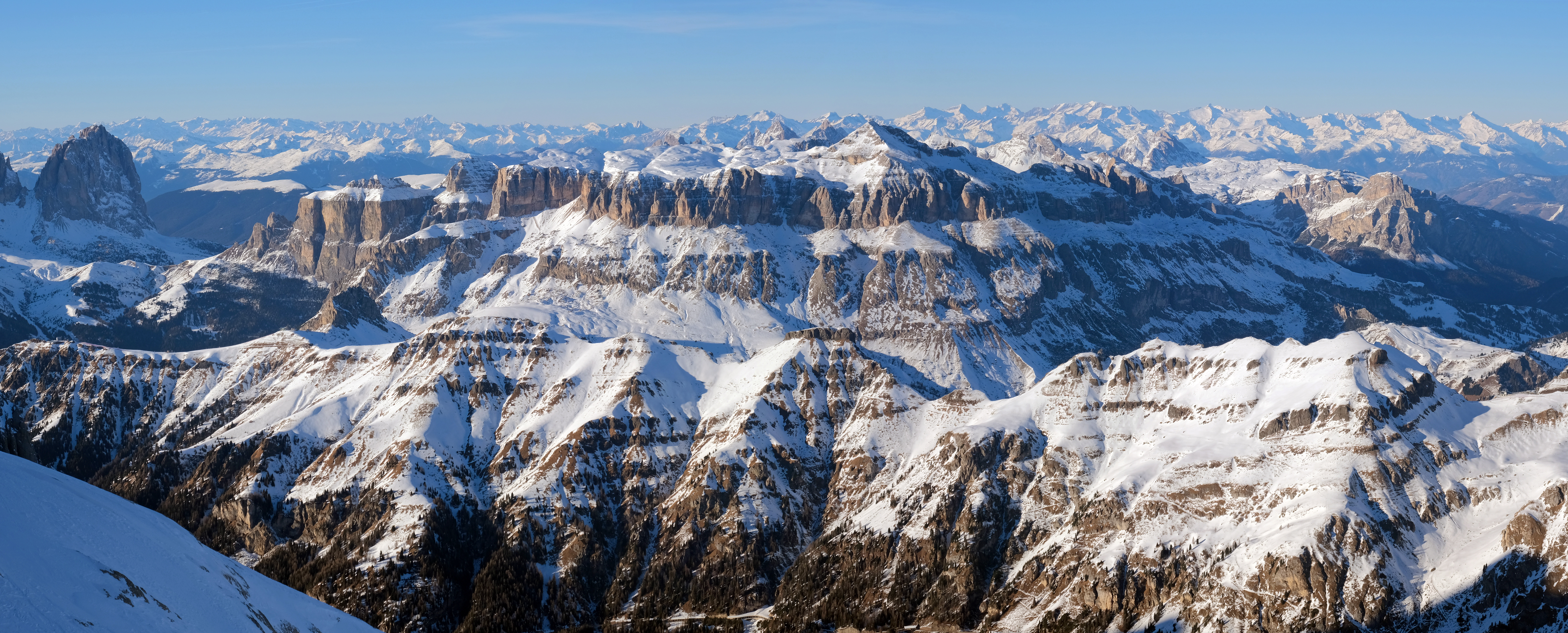
Gruppo del Sella

### Clima

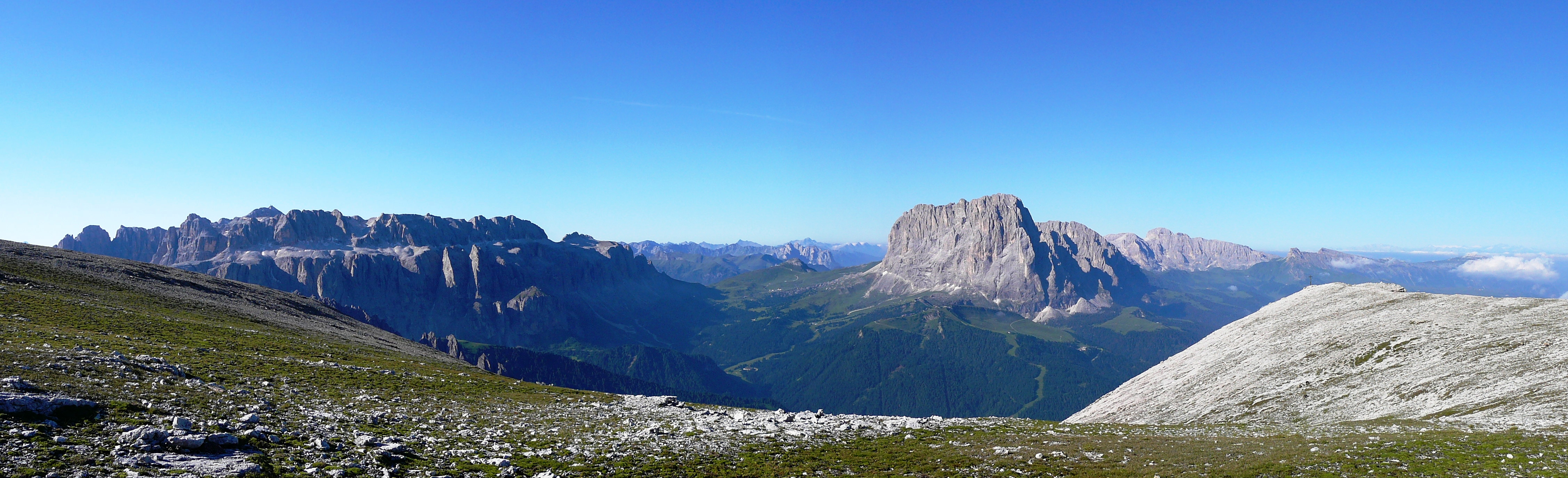
Il gruppo del Sella e il gruppo del Sassolungo in una mattina d'estate

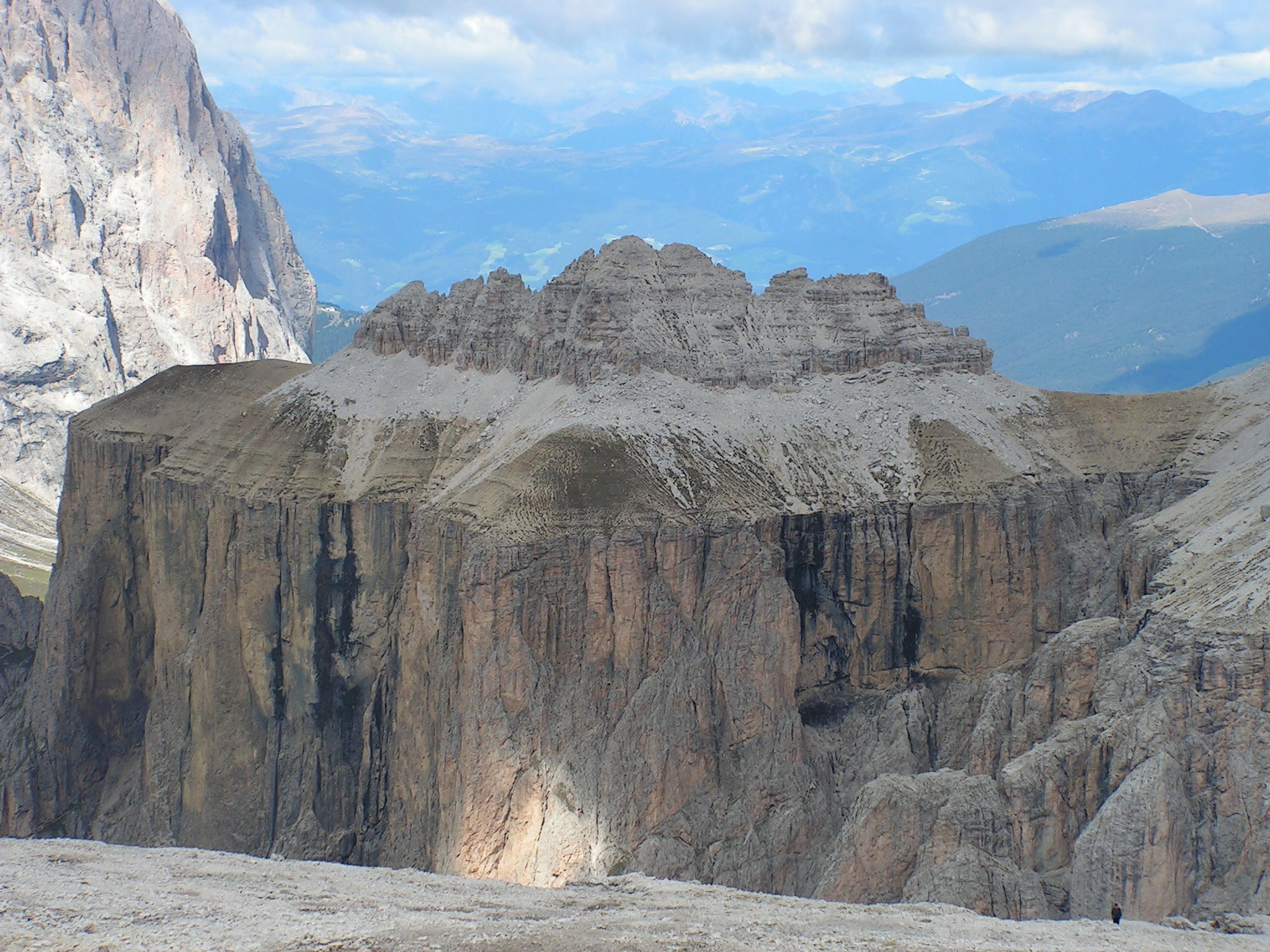
Il Piz Ciavazes

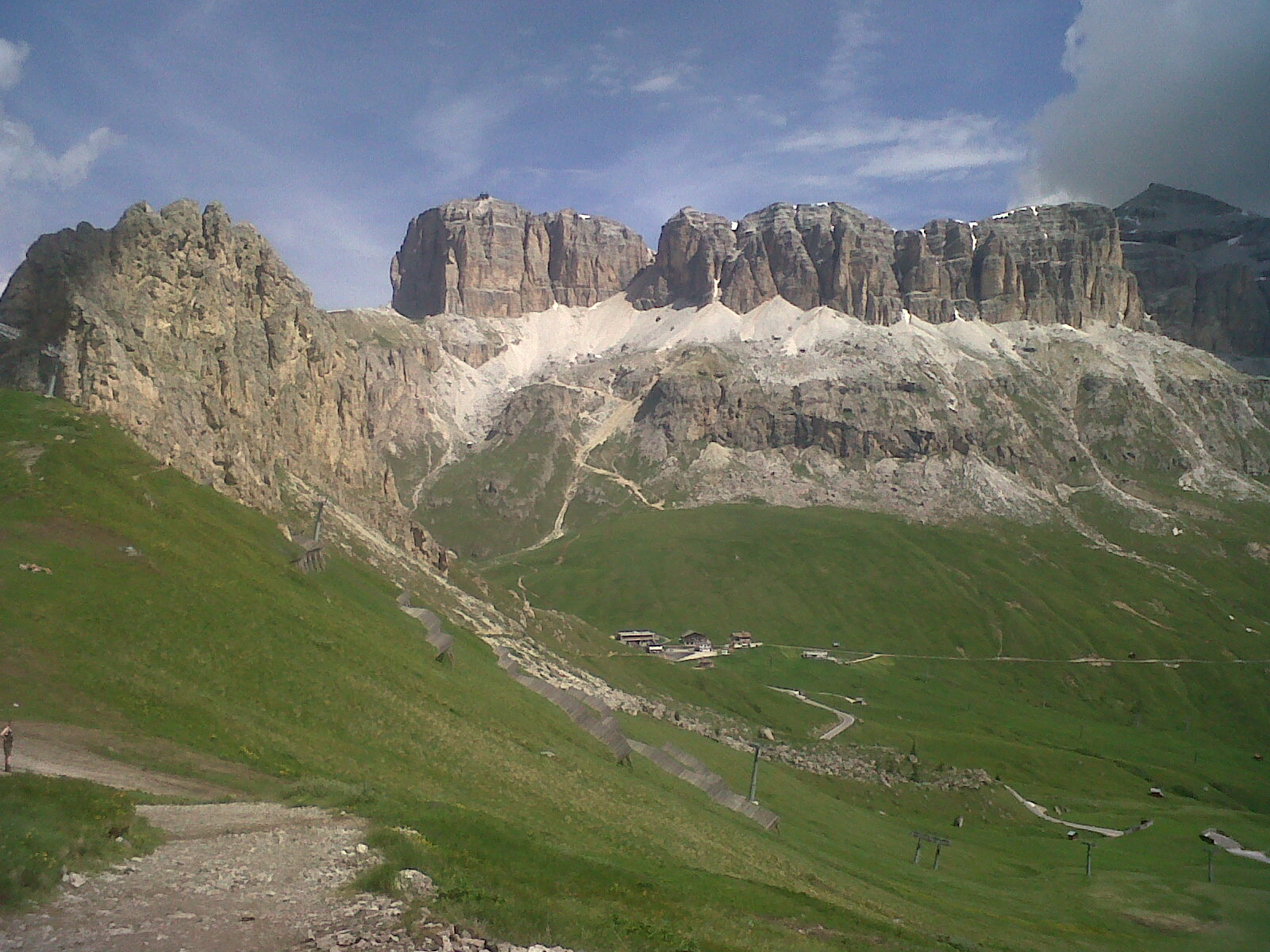
Il Sella visto dal sentiero Viel del Pan

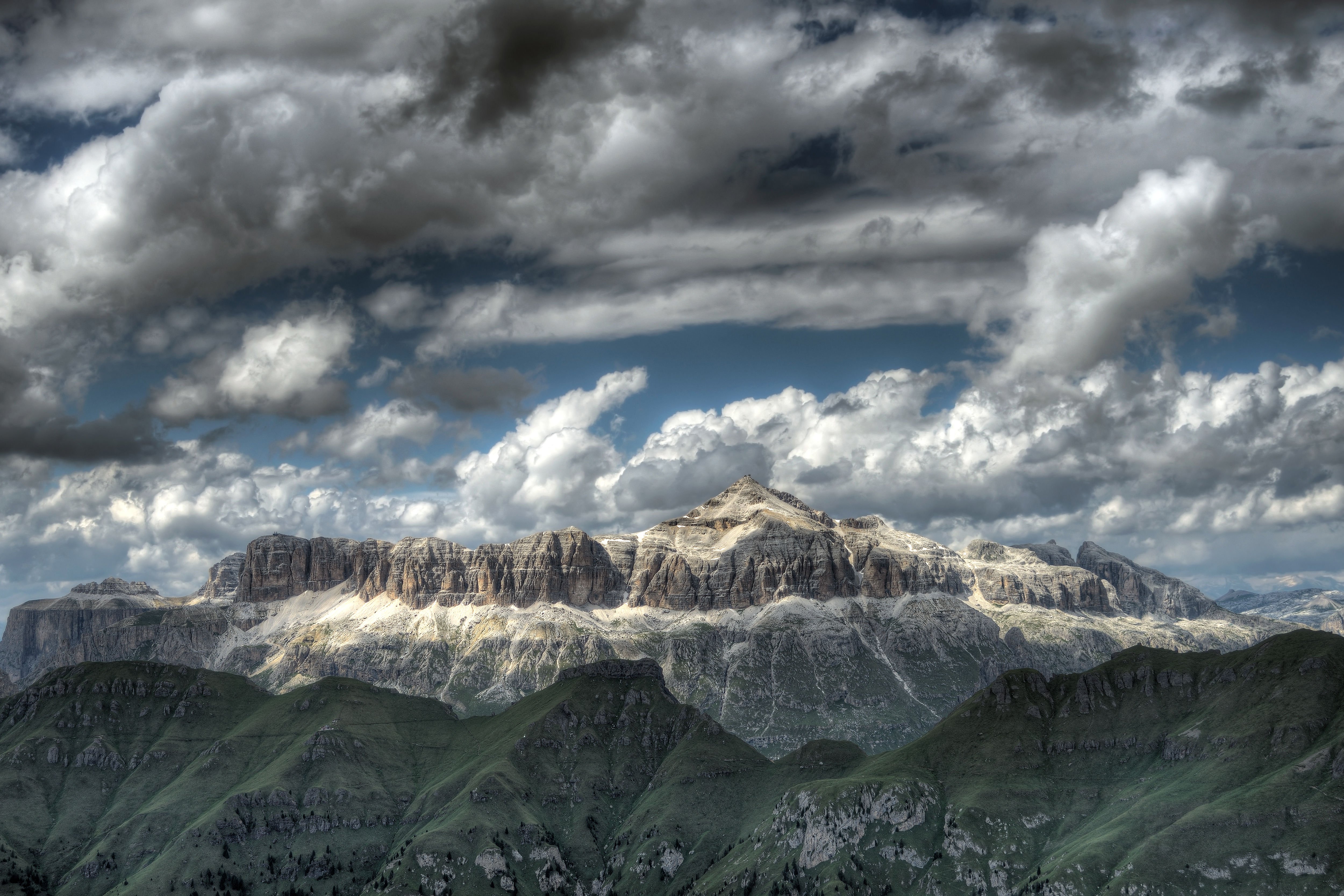
Il Gruppo del Sella da Pian dei Fiacconi (Marmolada)

Il clima del Gruppo del Sella è essenzialmente continentale. In estate piove molto, per questo i prati sono molto verdi; il picco di piovosità viene raggiunto in luglio, con circa 130–135 mm. In autunno di solito le precipitazioni nevose garantiscono un buon manto nevoso per l'inverno. La temperatura qui è di un grado inferiore rispetto alle Alpi Occidentali, come, del resto, in tutte le Alpi Orientali. Gennaio e dicembre sono i mesi più freddi, mentre i più tiepidi sono luglio e agosto. Vigorose irruzioni di aria fredda possono dar luogo a nevicate in piena estate.

### Classificazione
Secondo la SOIUSA il Gruppo del Sella è un gruppo alpino con la seguente classificazione:
- Grande parte = Alpi Orientali
- Grande settore = Alpi Sud-orientali
- Sezione = Dolomiti
- Sottosezione = Dolomiti di Gardena e di Fassa
- Supergruppo = Dolomiti di Gardena
- Gruppo = Gruppo del Sella
- Codice = II/C-31.III-A.1

### Cime principali
Il gruppo è diviso in due parti dalla Val Lasties verso la Val di Fassa e dalla Val Mezdì verso la Val Badia. Ettore Castiglioni ha proposto una divisione in tre sottogruppi: a O le Meisules delimitate a SE dalla Val Lasties e a est dalle valli Pisciadù e Setus, a N il sottogruppo del Pisciadú delimitato a O dalle valli Pisciadú e Setus e a E dalla Val Mesdì ed infine il sottogruppo Boè delimitato ad O dalle valli Lasties e Mesdì.
Le cime più importanti e conosciute sono: Piz Boè (3152 m s.l.m.), Le Mésules (2999 m), Cima Pisciadù (2985 m), Piz Gralba (2972 m), Sass Pordoi (2950 m), Piz de Ciavazes (2831 m), le Torri del Sella, Piz da Lec (2850 m).

### Laghi
Sulla ampia cengia che divide il Sella, evidente soprattutto sul versante della Val Badia a nord e della Val Gardena a ovest, sono situati due laghi, a nordest il lago Pisciadù e poco distante ad ovest il lech dl Dragon (lago del Drago). Sul versante a sudest, invece, ci sono il lago Boè e più in alto il lech Dlace (lago Ghiacciato). Altri piccoli laghetti sono comunque sparsi per l'altipiano del Sella.

## Turismo

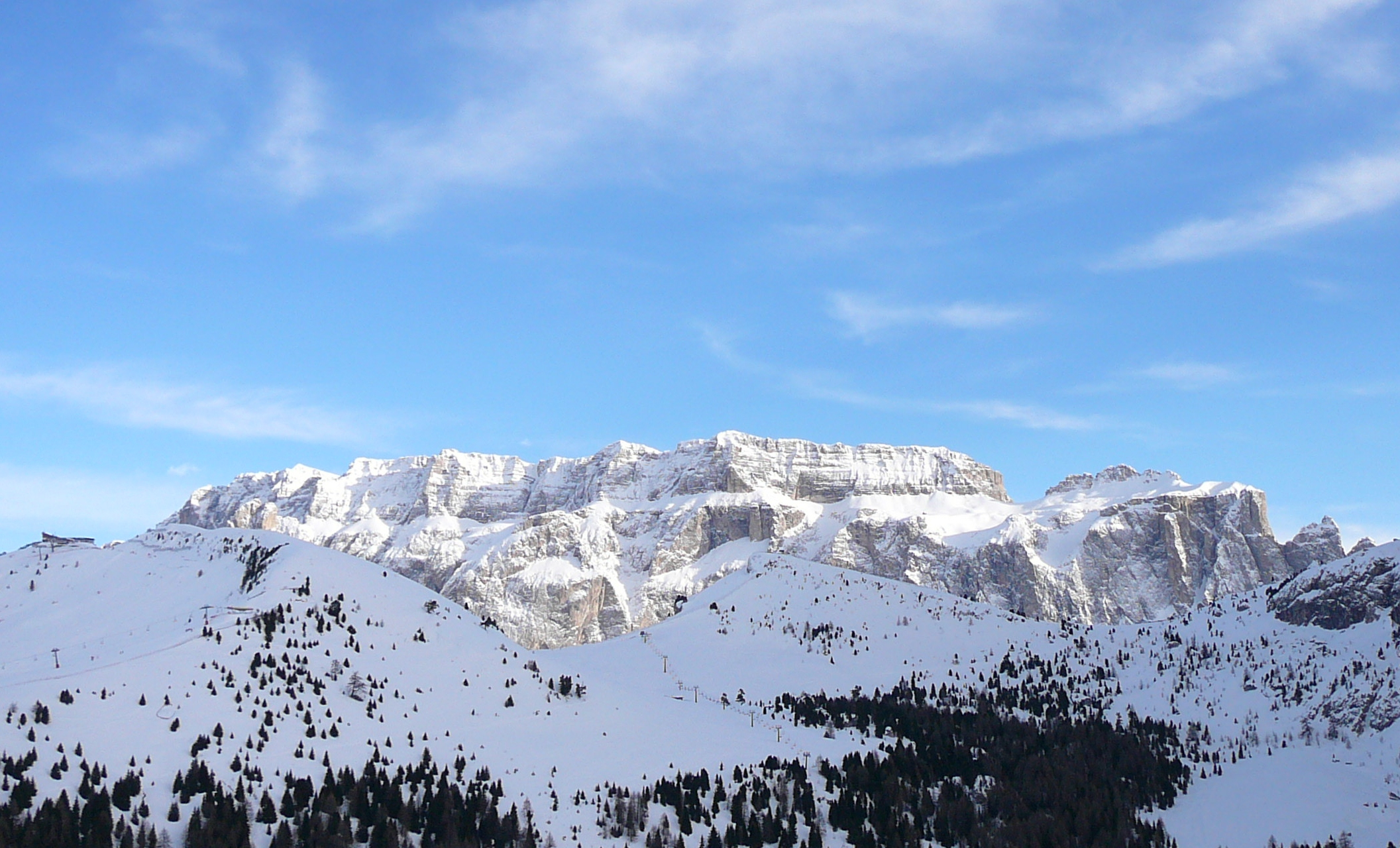
Il massiccio del Sella d'inverno

Il Sella è per le valli che lo circondano il centro d'interesse per ogni tipo di attività legata alla montagna e al turismo.
Sulla funivia del Sass Pordoi che sale sul massiccio si trova gente proveniente da ogni parte del mondo. Ognuno si ferma sulla terrazza delle Dolomiti per vedere l'Ortles o il Großglockner o anche massicci più vicini come il Sassolungo, la Marmolada e il Catinaccio. Non mancano le manifestazioni di rilevante importanza, come la rassegna del "Top Wine", o i concerti facenti parte dell'iniziativa "I Suoni delle Dolomiti", senza contare una piccola Oktoberfest in miniatura.
Essendo il Sella di forma circolare, si può circumnavigare attraverso i quattro passi (Pordoi, Sella, Gardena e Campolongo) in bici, moto o auto attraverso la strada asfaltata, oppure attraverso il Sellaronda ("Giro dei quattro passi") praticabile sia d'inverno con gli sci che d'estate a piedi o mountain bike con un panorama in continuo mutamento ma con la costante del massiccio del Sella.

### Escursioni e alpinismo

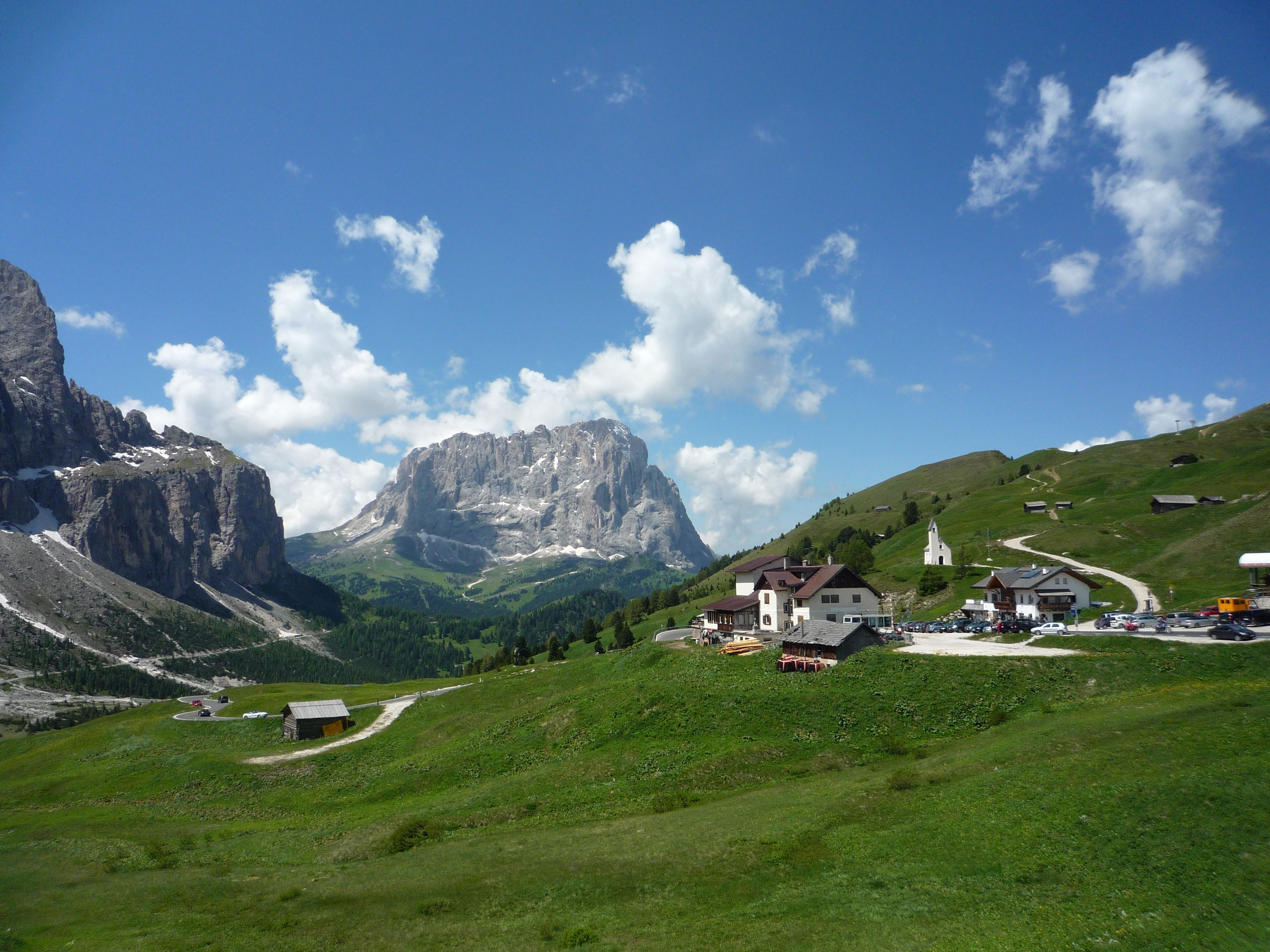
Passo Gardena

Moltissime sono le scelte che un alpinista può fare se decide di passare una giornata sul Sella. Può decidere di andare al Piz Boè sia dal passo Pordoi sulla via Normale, la più battuta dei monti Pallidi, sia da Corvara. Oppure può andare al passo Gardena da dove parte una delle vie ferrate più belle (la ferrata Tridentina). Molto più selvaggia è la val di Mesdì, dove d'estate la paura di trovare del ghiaccio sulle rocce la fa diventare meno percorsa di cento anni fa. Oppure salire dall'ossario del passo Pordoi fino al Piz Boè risalendo la via ferrata Piazzetta, considerata una delle più impegnative delle Dolomiti.
Altro percorso imperdibile è la traversata del Sella. Dal passo Gardena salendo per la val Setus fino al rifugio Cavazza al Pisciadù e proseguendo poi fino al rifugio Boè, poi risalire sino al rifugio Capanna Piz Fassa situato in vetta al Piz Boè, per giungere infine alla forcella Pordoi e affrontare il ghiaione che conduce fino al passo Pordoi.

### Vie ferrate

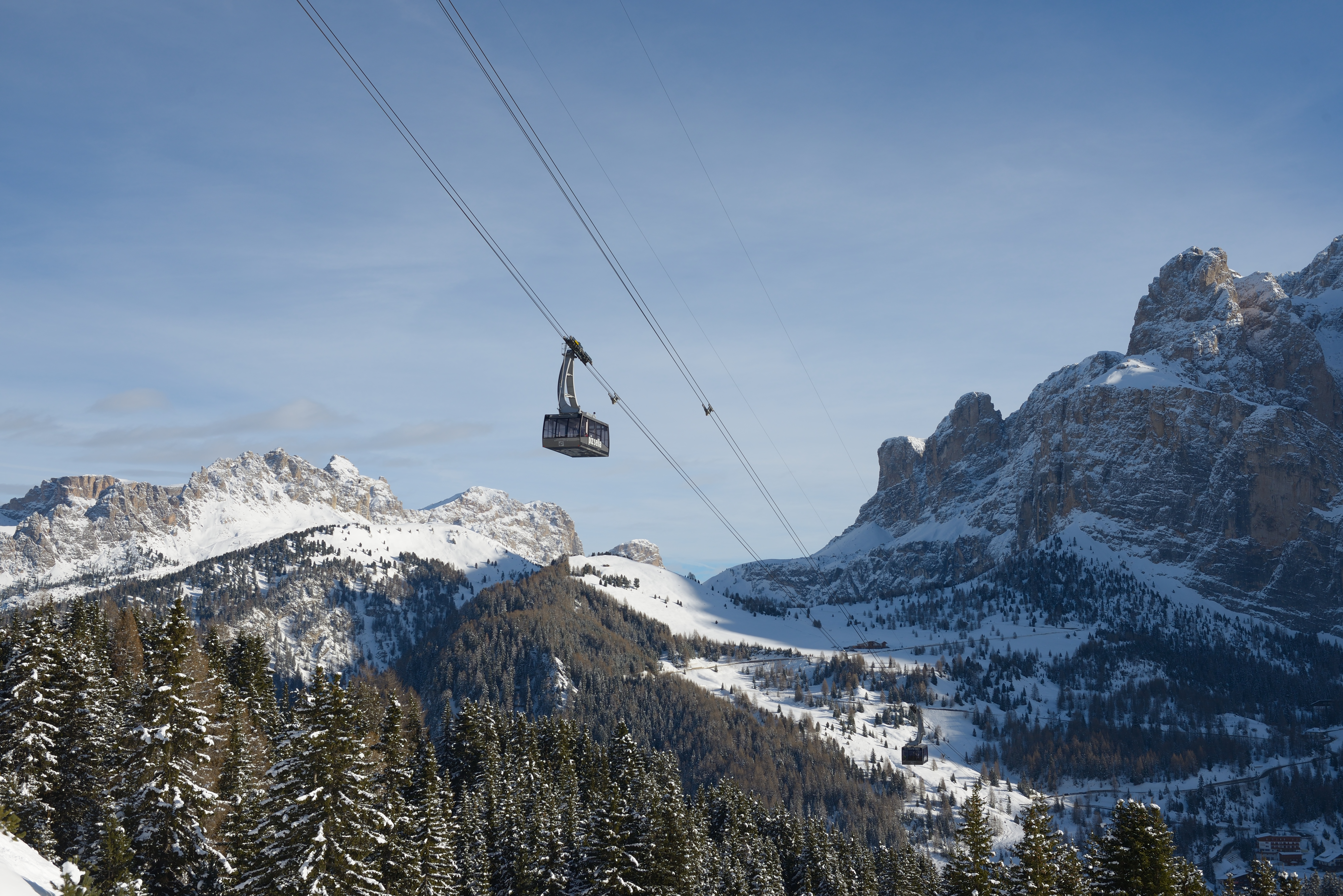
Funivia di Piz Sella

Nel Gruppo del Sella esistono queste vie ferrate:
- ferrata Tridentina
- ferrata delle Mèsules
- ferrata Piazzetta
- ferrata del Piz da Lec
- ferrata del Vallon

## Galleria d'immagini

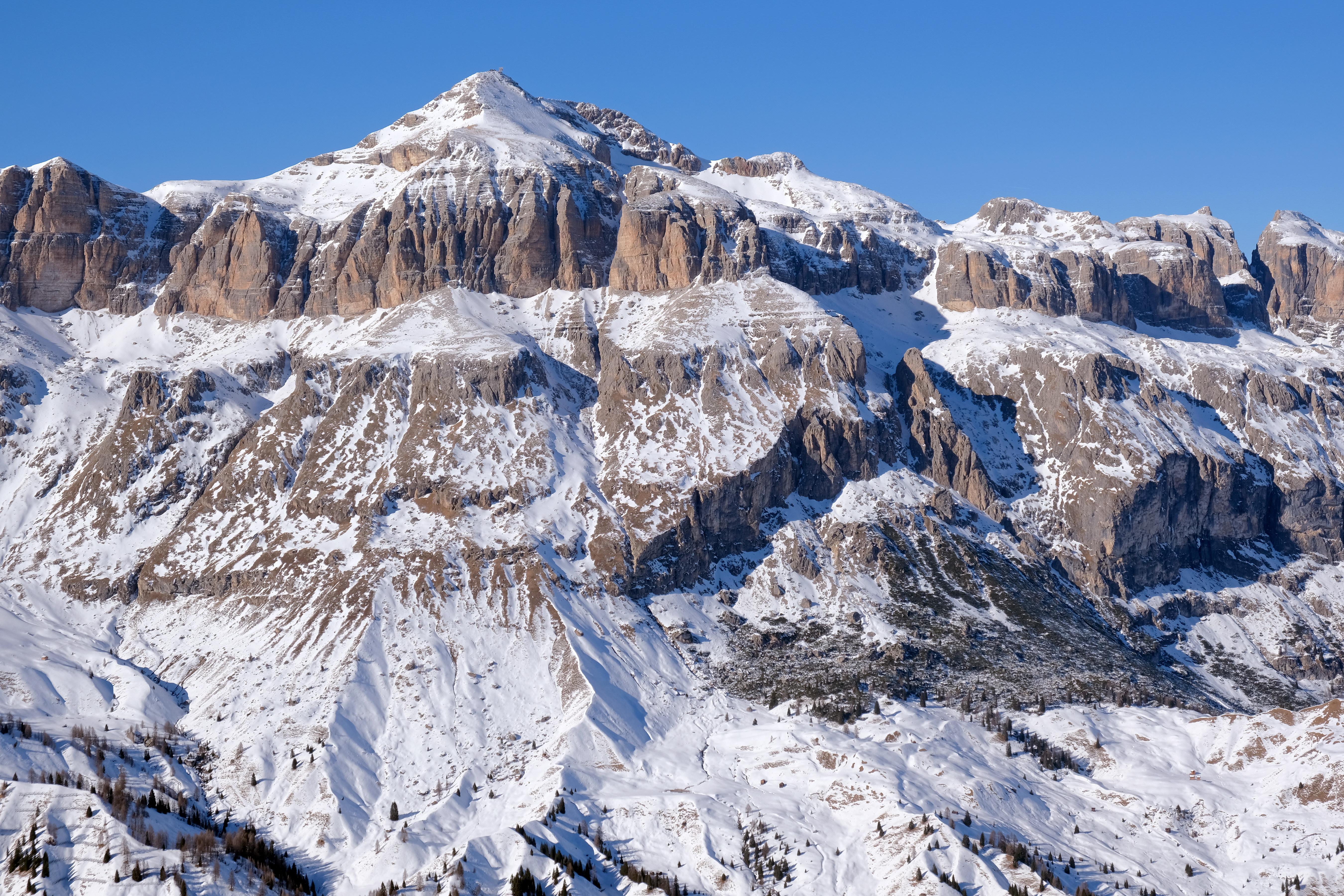
Il Gruppo del Sella visto dalla Marmolada.La caratteristica vetta del Piz Ciavazes
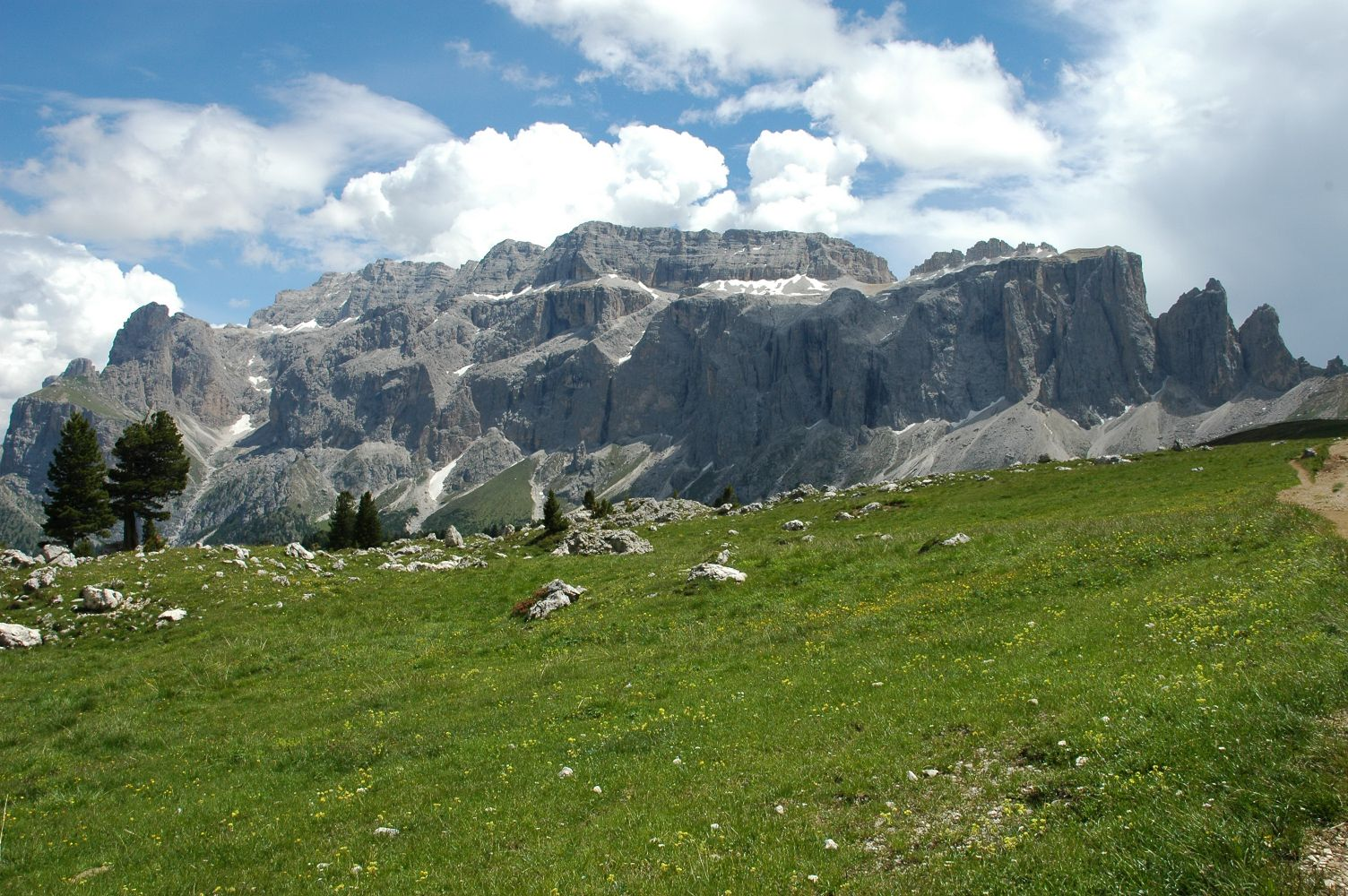
Il Gruppo del Sella dalla Val Gardena.
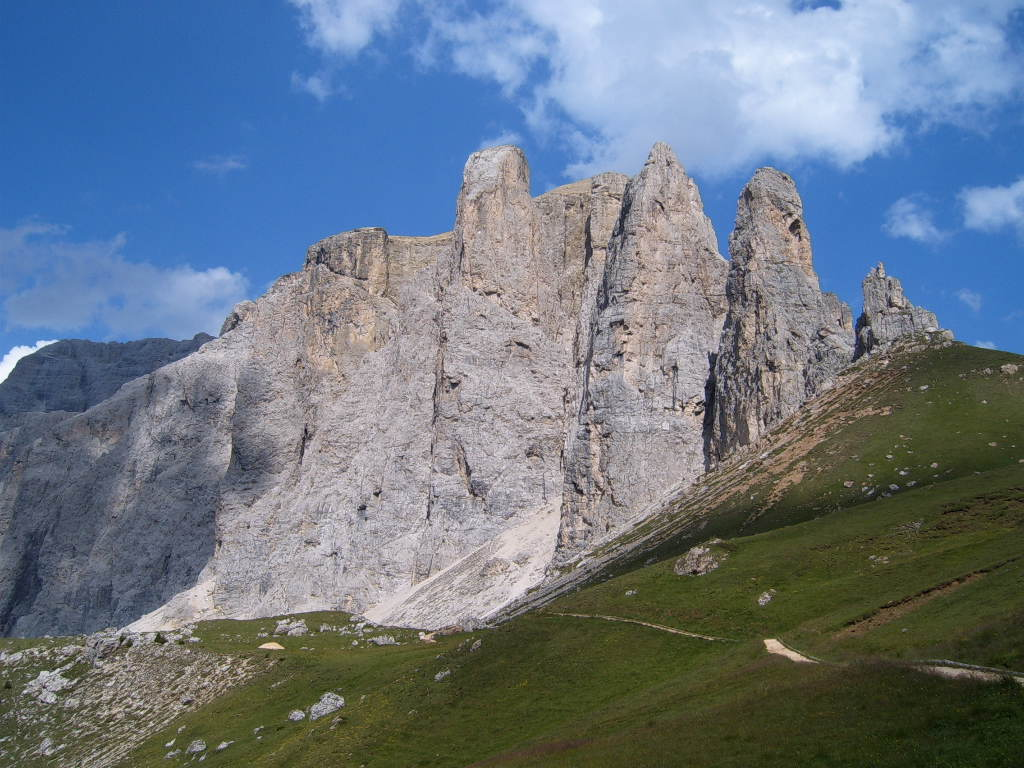
Le Torri del Sella viste dal Passo Sella.
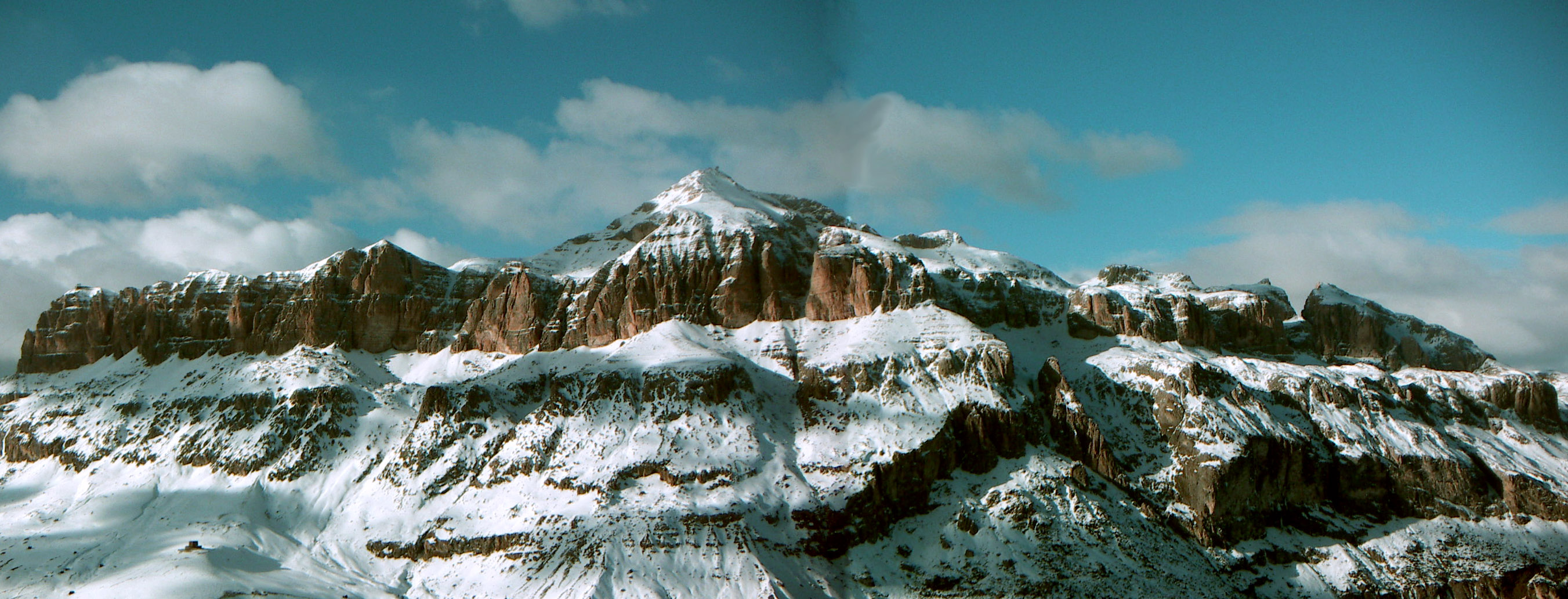
Il massiccio del Sella visto da Arabba.
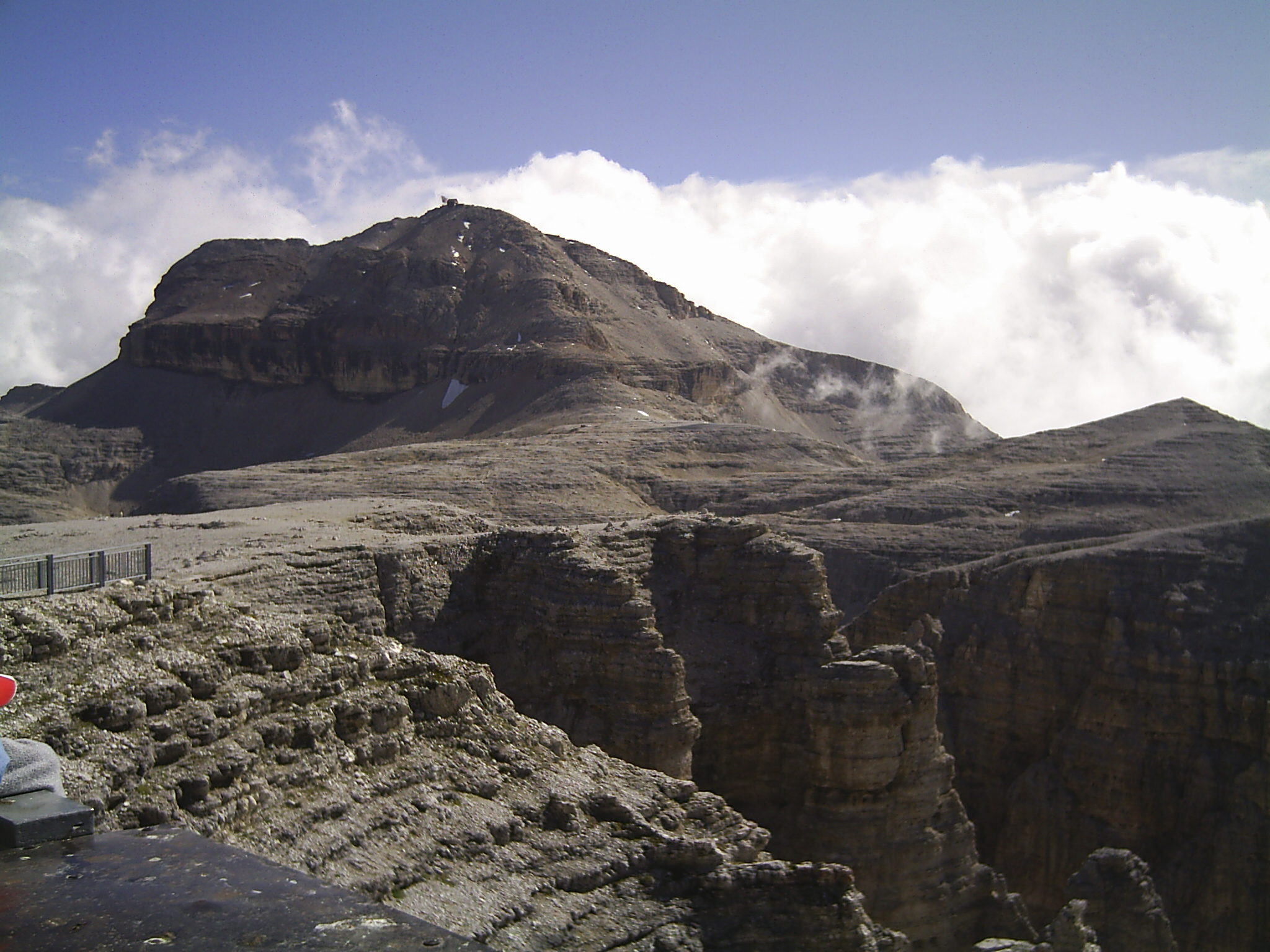
Il Piz Boè in estate.
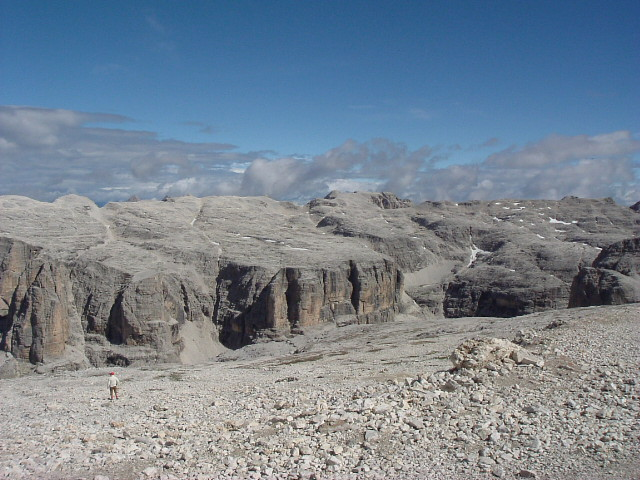
Il Gruppo del Sella visto dal Rifugio Maria.
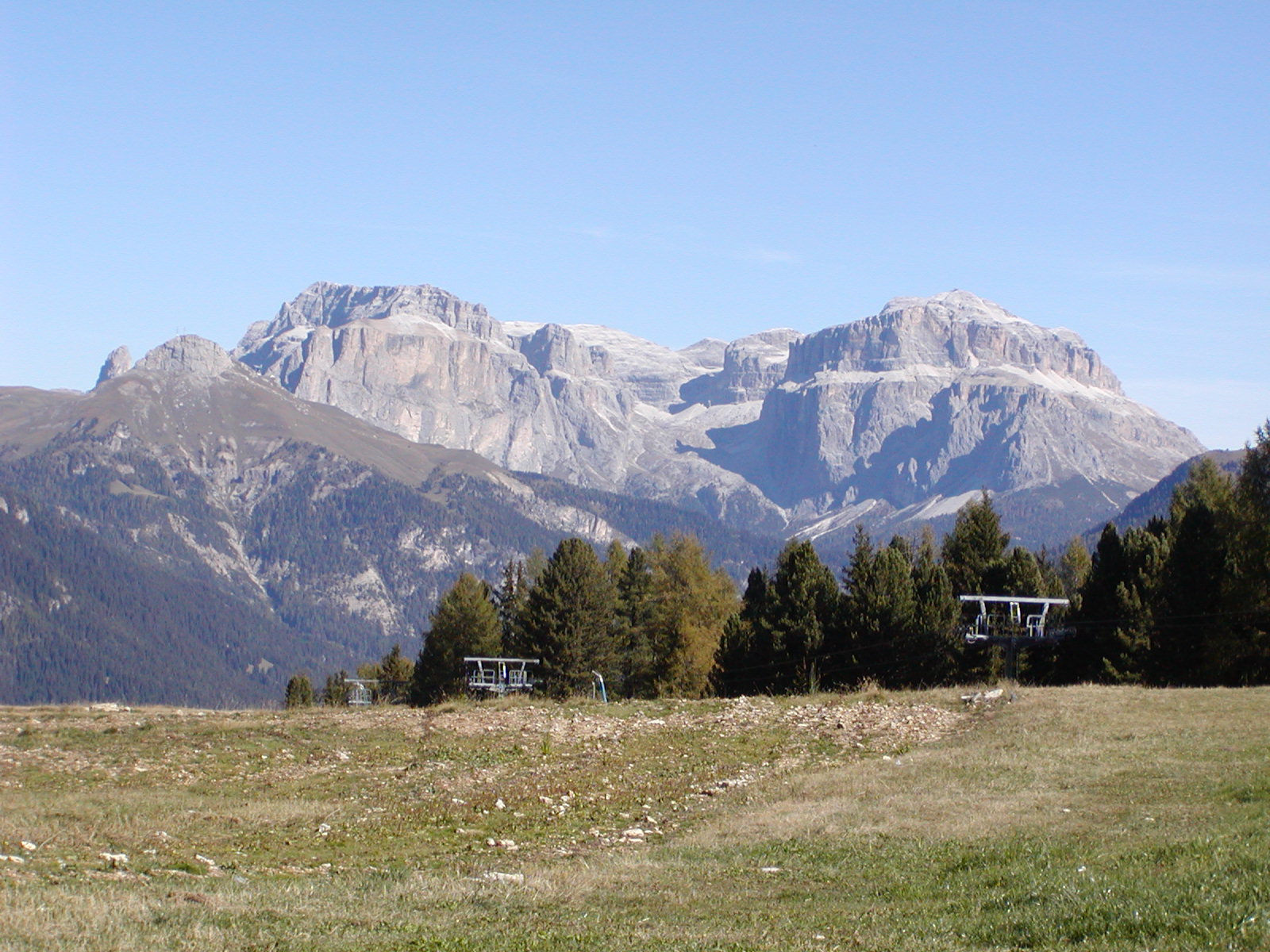
Il Piz Boè visto da sopra Canazei.